# Chloroacetofenon
Chloroacetofenon – organiczny związek chemiczny z grupy ketonów, pochodna acetofenonu, stosowany jako drażniący bojowy środek trujący (lakrymator). Oznaczenie wojskowe USA – CN, Wielka Brytania – CAP, Niemcy – O-Salz.

## Właściwości
- bezbarwna krystaliczna substancja
- produkt techniczny ma barwę szarobrunatną
- nierozpuszczalny w wodzie
- rozpuszczalny w rozpuszczalnikach organicznych oraz niektórych BST m.in. w iperycie, fosgenie, chlorocyjanie
- w wodzie nie hydrolizuje

## Zastosowanie
- głównie przez siły policyjne wielu państw na świecie. Najczęściej służy do eleboracji granatów dymnych pocisków artyleryjskich w postaci mieszaniny termosublimacyjnej (pirotechnicznej). W wyniku spalania tej mieszaniny powstaje aerozol BST. Stosuje się ją również w postaci roztworu 10 – 30% w ręcznych miotaczach gazu.
- lotnicze instalacje rozpylające
- Do odkażania stosuje się wodnoalkoholowy roztwór Na2S.

Działanie chloroacetofenonu polega na silnym drażnieniu błon śluzowych oczu. Wyższe stężenia w powietrzu powodują podrażnienia skóry twarzy. Działanie tego środka chemicznego ustaje po wyjściu z atmosfery skażonej.
Choloroacetofenon został otrzymany pod koniec I wojny światowej w USA.